# Ruiloba
Ruiloba est une ville espagnole située dans la communauté autonome de Cantabrie.